# 60. National Hockey League All-Star Game
Das 60. National Hockey League All-Star Game fand am 25. Januar 2015 in der Nationwide Arena der Columbus Blue Jackets in Columbus, Ohio statt. Das Spiel wurde zwei Jahre in Folge verlegt, 2013 wegen des Lockout und 2014 wegen der Olympischen Winterspiele in Sotschi. Zudem war es das erste Mal, dass Columbus ein NHL All-Star Game austrug.
Das Team Foligno unterlag dem Team Toews mit 12:17, wobei ein neuer Rekord für die meisten Tore in einem All-Star Game aufgestellt wurde.

## Wahl der Teilnehmer
| Nat.               | Name              | Team               | Pos. | Stimmen   |
| Lettland           | Zemgus Girgensons | Buffalo Sabres     | C    | 1.574.896 |
| Vereinigte Staaten | Patrick Kane      | Chicago Blackhawks | RW   | 1.232.201 |
| Kanada             | Jonathan Toews    | Chicago Blackhawks | C    | 1.217.210 |
| Kanada             | Duncan Keith      | Chicago Blackhawks | D    | 1.198.173 |
| Kanada             | Corey Crawford    | Chicago Blackhawks | G    | 1.099.504 |
| Kanada             | Brent Seabrook    | Chicago Blackhawks | D    | 1.016.992 |

Die ersten sechs teilnehmenden Spieler des All-Star Game wurden durch Fans gewählt. Dabei wurden mit Patrick Kane, Jonathan Toews, Duncan Keith, Brent Seabrook und Corey Crawford gleich fünf Spieler der Chicago Blackhawks ausgewählt. Am meisten Stimmen erhielt allerdings Zemgus Girgensons, der Angreifer der Buffalo Sabres. Diesen Umstand verdankt der Lette einer umfangreichen Kampagne in seiner Heimat, so erhielt er 79 % seiner Stimmen aus Lettland.
Am 9. Januar 2015 gab die NHL die verantwortlichen Trainer bekannt. Peter Laviolette, der Cheftrainer der Nashville Predators, erreichte mit seiner Mannschaft 72,5 % aller möglichen Punkte in der bisherigen Spielen der NHL-Saison 2014/15 und leitete ein Team. Sein Gegenüber war Darryl Sutter, der in der vergangenen Saison den Stanley Cup mit den Los Angeles Kings gewann.
Die weiteren 36 Spieler für das All-Star Game wurden von der National Hockey League bestimmt und gemeinsam mit sechs Rookies, die am 24. Januar 2015 an der Skills Competition teilnahmen, am 10. Januar 2015 bekanntgegeben. Dabei war jedes Franchise der NHL mit mindestens einem Spieler vertreten, durch einige Absagen stellten jedoch im Endeffekt die Detroit Red Wings und die Colorado Avalanche keinen Spieler. Wenige Tage später wurden Nick Foligno der gastgebenden Blue Jackets und Jonathan Toews der Chicago Blackhawks als Mannschaftskapitäne bestimmt, sodass die Paarung des All-Star Game Team Foligno gegen Team Toews lautete. Für Foligno wurden Patrick Kane und Drew Doughty als Assistenzkapitäne bestimmt; gleiche Funktion übernahmen Ryan Getzlaf und Rick Nash für Jonathan Toews. Beim sogenannten „NHL All-Star Fantasy Draft“ am 23. Januar 2015 stellten die beiden Kapitäne und Assistenzkapitäne aus den restlichen wählbaren Akteuren die Teams zusammen.

## Mannschaften
Abkürzungen:
Nat. = Nationalität; Pos. = Position mit C = Center, LW = linker Flügel, RW = rechter Flügel, D = Verteidiger, G = Torwart
Legende:
* – Spieler, die nachträglich als Ersatz nominiert wurden
(R) – Rookies
| #           | Nat.               | Spieler              | Pos.                 | Team                  |
| Torhüter    |                    |                      |                      |                       |
| 31          | Kanada             | Carey Price          | Carey Price          | Canadiens de Montréal |
| 29          | Kanada             | Marc-André Fleury*   | Marc-André Fleury*   | Pittsburgh Penguins   |
| 1           | Kanada             | Brian Elliott*       | Brian Elliott*       | St. Louis Blues       |
| Verteidiger |                    |                      |                      |                       |
| 8           | Kanada             | Drew Doughty – A     | Drew Doughty – A     | Los Angeles Kings     |
| 2           | Kanada             | Duncan Keith         | Duncan Keith         | Chicago Blackhawks    |
| 33          | Vereinigte Staaten | Dustin Byfuglien     | Dustin Byfuglien     | Winnipeg Jets         |
| 88          | Kanada             | Brent Burns          | Brent Burns          | San Jose Sharks       |
| 22          | Vereinigte Staaten | Kevin Shattenkirk    | Kevin Shattenkirk    | St. Louis Blues       |
| 23          | Schweden           | Oliver Ekman Larsson | Oliver Ekman Larsson | Arizona Coyotes       |
| Angreifer   |                    |                      |                      |                       |
| 71          | Vereinigte Staaten | Nick Foligno – C     | LW                   | Columbus Blue Jackets |
| 88          | Vereinigte Staaten | Patrick Kane – A     | RW                   | Chicago Blackhawks    |
| 19          | Kanada             | Ryan Johansen        | C                    | Columbus Blue Jackets |
| 11          | Slowenien          | Anže Kopitar         | C                    | Los Angeles Kings     |
| 91          | Kanada             | Steven Stamkos       | LW                   | Tampa Bay Lightning   |
| 81          | Vereinigte Staaten | Phil Kessel          | RW                   | Toronto Maple Leafs   |
| 28          | Kanada             | Claude Giroux        | C                    | Philadelphia Flyers   |
| 6           | Vereinigte Staaten | Bobby Ryan           | RW                   | Ottawa Senators       |
| 17          | Tschechien         | Radim Vrbata         | RW                   | Vancouver Canucks     |
| 28          | Lettland           | Zemgus Girgensons    | C                    | Buffalo Sabres        |
| 8           | Russland           | Alexander Owetschkin | LW                   | Washington Capitals   |
| 93          | Kanada             | Ryan Nugent-Hopkins  | C                    | Edmonton Oilers       |

| #           | Nat.               | Spieler             | Pos.              | Team                |
| Torhüter    |                    |                     |                   |                     |
| 50          | Kanada             | Corey Crawford      | Corey Crawford    | Chicago Blackhawks  |
| 1           | Kanada             | Roberto Luongo      | Roberto Luongo    | Florida Panthers    |
| 41          | Slowakei           | Jaroslav Halák*     | Jaroslav Halák*   | New York Islanders  |
| Verteidiger |                    |                     |                   |                     |
| 6           | Kanada             | Shea Weber          | Shea Weber        | Nashville Predators |
| 7           | Kanada             | Brent Seabrook      | Brent Seabrook    | Chicago Blackhawks  |
| 5           | Kanada             | Aaron Ekblad* (R)   | Aaron Ekblad* (R) | Florida Panthers    |
| 20          | Vereinigte Staaten | Ryan Suter          | Ryan Suter        | Minnesota Wild      |
| 5           | Kanada             | Mark Giordano       | Mark Giordano     | Calgary Flames      |
| 27          | Vereinigte Staaten | Justin Faulk        | Justin Faulk      | Carolina Hurricanes |
| Angreifer   |                    |                     |                   |                     |
| 19          | Kanada             | Jonathan Toews – C  | C                 | Chicago Blackhawks  |
| 15          | Kanada             | Ryan Getzlaf – A    | C                 | Anaheim Ducks       |
| 61          | Kanada             | Rick Nash – A       | LW                | New York Rangers    |
| 91          | Kanada             | Tyler Seguin        | C                 | Dallas Stars        |
| 93          | Tschechien         | Jakub Voráček       | RW                | Philadelphia Flyers |
| 91          | Kanada             | John Tavares        | C                 | New York Islanders  |
| 91          | Russland           | Wladimir Tarassenko | RW                | St. Louis Blues     |
| 37          | Kanada             | Patrice Bergeron    | C                 | Boston Bruins       |
| 26          | Tschechien         | Patrik Eliáš        | C                 | New Jersey Devils   |
| 9           | Schweden           | Filip Forsberg* (R) | C                 | Nashville Predators |
| 13          | Vereinigte Staaten | Johnny Gaudreau (R) | LW                | Calgary Flames      |

## All-Star-Game
| 25. Januar 2015 16:00 Uhr (Ortszeit) | Team Foligno Radim Vrbata (3:09) Ryan Johansen (11:05) Kevin Shattenkirk (14:48) Ryan Johansen (16:24) Claude Giroux (20:32) Steven Stamkos (22:27) Nick Foligno (31:59) Steven Stamkos (36:35) Patrick Kane (42:15) Bobby Ryan (48:23) Patrick Kane (53:09) Brent Burns (58:20) | 12:17 (4:4, 4:7, 4:6) Spielbericht | Team Toews Ryan Getzlaf (6:33) Jakub Voráček (9:51) Patrice Bergeron (12:17) John Tavares (19:03) Ryan Suter (20:24) Tyler Seguin (21:22) Rick Nash (24:08) Filip Forsberg (25:56) John Tavares (28:16) Jakub Voráček (29:22) John Tavares (39:00) Rick Nash (41:29) John Tavares (46:13) Jakub Voráček (47:30) Tyler Seguin (49:26) Jonathan Toews (54:21) Filip Forsberg (56:40) | Nationwide Arena, Columbus, Ohio Zuschauer: 18.901 |

Mit 29 erzielten Treffern wurde ein neuer Rekord aufgestellt, der bisher mit 26 Toren vom All-Star Game 2001 gehalten wurde. Eine Online-Abstimmung der Fans kürte Ryan Johansen der gastgebenden Columbus Blue Jackets zum MVP.

## Skills Competition
Die Honda NHL All-Star Skills Competition, an der auch die vier Rookies teilnahmen, die nicht im Kader für das Spiel standen, fand am 24. Januar 2015 statt. Dabei traten beide Mannschaften in mehreren kleinen Wettbewerben gegeneinander an; Team Foligno gewann mit 25:19. Unter anderem gab Shea Weber den härtesten Schuss ab (ca. 175 km/h), Jonathan Drouin war der schnellste Läufer und den präzisesten Schuss hatte Patrick Kane.

## Rookies
Die Rookies nahmen klassischerweise nur an der Skills Competition teil, jedoch wurden verletzungsbedingt Aaron Ekblad, Filip Forsberg und Johnny Gaudreau für das All-Star Game nachnominiert.
| #  | Nat.       | Spieler         | Pos. | Team                  |
| 9  | Schweden   | Filip Forsberg  | C    | Nashville Predators   |
| 27 | Kanada     | Jonathan Drouin | LW   | Tampa Bay Lightning   |
| 26 | Tschechien | Jiří Sekáč*     | C    | Canadiens de Montréal |

| #  | Nat.               | Spieler         | Pos. | Team             |
| 5  | Kanada             | Aaron Ekblad    | D    | Florida Panthers |
| 13 | Vereinigte Staaten | Johnny Gaudreau | LW   | Calgary Flames   |
| 68 | Kanada             | Mike Hoffman    | LW   | Ottawa Senators  |

## Nachnominierte Spieler
Einige Spieler wurden ursprünglich für das All-Star Game bzw. für die Skills Competition nominiert, nahmen in der Folge jedoch nicht teil. Für Tyler Johnson, der erst am Tag des Spiels wegen einer Verletzung absagte, wurde kein Ersatz nachnominiert, sodass das Team Toews mit einem Spieler weniger antrat.
| Nat.               | Name             | Team                  | Pos. | Ersatz            |
| Kanada             | Tanner Pearson   | Los Angeles Kings     | LW   | Jiří Sekáč        |
| Vereinigte Staaten | Jimmy Howard     | Detroit Red Wings     | G    | Marc-André Fleury |
| Finnland           | Pekka Rinne      | Nashville Predators   | G    | Jaroslav Halák    |
| Russland           | Sergei Bobrowski | Columbus Blue Jackets | G    | Brian Elliott     |
| Russland           | Jewgeni Malkin   | Pittsburgh Penguins   | C    | Filip Forsberg    |
| Kanada             | Sidney Crosby    | Pittsburgh Penguins   | C    | Johnny Gaudreau   |
| Vereinigte Staaten | Erik Johnson     | Colorado Avalanche    | D    | Aaron Ekblad      |
| Vereinigte Staaten | Tyler Johnson    | Tampa Bay Lightning   | C    | kein Ersatz       |